# Byestadssjön
Byestadssjön är en sjö i Vetlanda kommun i Småland och ingår i Emåns huvudavrinningsområde. Sjön är 11 meter djup, har en yta på 0,211 kvadratkilometer och är belägen 150,1 meter över havet. Sjön avvattnas av vattendraget Flisbrobäcken. Vid provfiske har bland annat abborre, braxen, gädda och mört fångats i sjön.

## Delavrinningsområde
Byestadssjön ingår i det delavrinningsområde (636329-147214) som SMHI kallar för Mynnar i Emån. Avrinningsområdets medelhöjd är 178 meter över havet och ytan är 10,9 kvadratkilometer. Det finns inga delavrinningsområden uppströms utan avrinningsområdet är högsta punkten. Flisbrobäcken som avvattnar avrinningsområdet har biflödesordning 2, vilket innebär att vattnet flödar genom totalt 2 vattendrag innan det når havet efter 137 kilometer. Delavrinningsområdet består mestadels av skog (48 procent), öppen mark (11 procent) och jordbruk (35 procent). Avrinningsområdet har 0,21 kvadratkilometer vattenytor vilket ger det en sjöprocent på 1,9 procent.

## Fisk
Vid provfiske har följande fisk fångats i sjön:
- Abborre
- Braxen
- Gädda
- Mört
- Sarv